# Никоновская (Гулинский сельсовет)
Никоновская — деревня в Белозерском районе Вологодской области. Административный центр Гулинского сельского поселения.
С точки зрения административно-территориального деления — центр Гулинского сельсовета.
Расположена на берегу Азатского озера. Расстояние по автодороге до районного центра Белозерска составляет 30 км. Ближайшие населённые пункты — Ватаманово, Фёдоровская, Чикалевка.
Население по данным переписи 2002 года — 353 человека (168 мужчин, 185 женщин). Преобладающая национальность — русские (99 %).

## Инфраструктура
В деревне расположены:сельская основная школа, магазин, остановка общественного транспорта, и обелиск в честь погибших уроженцев Никоновской и окрестностей во время ВОВ.